# USA-213
USA-213 (GPS 2F-1, GPS SVN-62, GPS 2F SV-1, Navstar 62, Polaris) — первый американский геостационарный навигационный спутник новой орбитальной группировки спутников серии GPS-2F (Navstar-2F) в рамках система глобального позиционирования GPS.
Космический аппарат разработанный компанией Boeing и запущен компанией United Launch Alliance 28 мая 2010 года с космодрома на мысе Канаверал при помощи ракеты-носителя Дельта-4.,

## Конструкция
Серия спутником Block 2F – это пятое поколение GPS-спутников с улучшенной синхронизацией, устойчивым к помехам военным сигналом и более мощным гражданским сигналом в сравнении со спутниками предыдущих поколений. GPS-2F рассчитан на 12—15 лет работы на орбите и оснащен перепрограммируемым процессором, поддерживающим программные загрузки.
Каждый спутник серии GPS-2F (или GPS IIF) обеспечивает следующие преимущества:
- улучшена навигационная точность за счёт улучшения технологии атомных часов;
- доступен новый гражданский сигнал L5 (сигнал L5 является третьим гражданским сигналом, который будет транслироваться в радиодиапазоне исключительно для служб безопасности авиации);
- увеличена мощность и помехозащищённость военного сигнала для работы в агрессивных средах;
- увеличен срок функционирования спутника до 12 лет, что позволит снизить эксплуатационные расходы на систему в целом;
- использование перепрограммируемого процессора, который может получать программные обновления для улучшения работы системы.

Характеристики спутника:
- Срок функционирования – 12-15 лет;
- Масса – 1630 кг;
- Орбита - 20200 км × 20200 км, 55.0°.

## Предназначение
Спутник USA-213 станет четвёртым спутником в серии 2F, имеющей повышенную точность, улучшенные атомные часы, более качественный модуль противодействия зашумлению эфира и большую продолжительность функционирования. Точность сигнала GPS 2F в два раза превосходит показатель более ранних навигационных спутников. Кроме того, он имеет переменную мощность, что позволяет повысить защищённость от помех в условиях подавления сигнала при боевых действиях. По данным экспертов, в Систему глобального позиционирования США входят около 30 функционирующих спутников.

## Запуск
Спутник USA-213 был запущен компанией United Launch Alliance 28 мая 2010 года со стартовой площадки SLC-37B космодрома на мысе Канаверал при помощи ракеты-носителя Дельта-4 Медиум+ (4,2).